# П'ятихатки (Новоукраїнський район)
П'ятиха́тки —  село в Україні, у Смолінській селищній громаді Новоукраїнського району Кіровоградської області. Населення становить 25 осіб. Орган місцевого самоврядування — Смолінська селищна рада.

## Населення
Згідно з переписом УРСР 1989 року чисельність наявного населення села становила 30 осіб, з яких 9 чоловіків та 21 жінка.
За переписом населення України 2001 року в селі мешкало 25 осіб. 100 % населення вказало своєю рідною мовою українську мову.